# Erik Norborg
Erik Daniel Norborg, född den 10 juni 1904 i Göteborg, död den 7 december 1984 i Slöinge,  var en svensk präst. Han var son till Lars Norborg.
Norborg avlade studentexamen i Göteborg 1923, teologisk-filosofisk examen vid Göteborgs högskola 1924, teologie kandidatexamen vid Lunds universitet 1928 och praktiskt teologiskt prov där samma år. Han prästvigdes för Göteborgs stift 1928. Norborg blev kyrkoadjunkt i Oskar Fredriks församling i Göteborg 1929, komminister i Kungälvs församling 1938, lasarettspredikant där samma år, kyrkoherde i Slöinge församling 1946, med tillträde 1947, och kontraktsprost i Halmstads kontrakt 1958. Norborg blev emeritus 1971. Han blev ledamot av Nordstjärneorden 1961.